# 5317 Веролаква
5317 Веролаква (5317 Verolacqua) — астероїд головного поясу, відкритий 11 лютого 1983 року.
Тіссеранів параметр щодо Юпітера — 3,340.